# Dongmaku (sockenhuvudort i Kina, Hunan Sheng, lat 28,43, long 109,57)
Dongmaku (kinesiska: 董马库, 董马库乡) är en sockenhuvudort i Kina. Den ligger i provinsen Hunan, i den södra delen av landet, omkring 330 kilometer väster om provinshuvudstaden Changsha. Antalet invånare är 9 970. Befolkningen består av 4 769 kvinnor och 5 201 män. Barn under 15 år utgör 23,0 %, vuxna 15-64 år 66 %, och äldre över 65 år 9,0 %.
Runt Dongmaku är det tätbefolkat, med 319 invånare per kvadratkilometer. Närmaste större samhälle är Huayuan, 19,4 km nordväst om Dongmaku. I omgivningarna runt Dongmaku växer i huvudsak blandskog.
Genomsnittlig årsnederbörd är 1 848 millimeter. Den regnigaste månaden är maj, med i genomsnitt 327 mm nederbörd, och den torraste är januari, med 41 mm nederbörd.